# Jerome Isaac Friedman
Jerome Isaac Friedman (sinh 28 tháng 3 năm 1930 tại Chicago, Illinois) là nhà vật lý người Mỹ đã đoạt Giải Nobel Vật lý năm 1990 cùng với Henry Kendall và Richard E. Taylor "cho công trình nghiên cứu tiên phong của họ về tán xạ phi đàn hồi sâu của các electron trên các proton và neutron liên kết, là công trình có tầm quan trọng thiết yếu cho sự phát triển của mô hình quark trong ngành vật lý hạt".

## Cuộc đời và Sự nghiệp
Ông sinh tại Chicago, Illinois trong một gia đình nhập cư từ Nga vào Hoa Kỳ. Khi lớn lên ông có khiếu về nghệ thuật và khá xuất sắc. Tuy nhiên ông đã quan tâm tới Vật lý học sau khi đọc quyển sách về thuyết tương đối do Albert Einstein viết, và kết quả là ông đã từ chối một học bổng vào học trong Art Institute of Chicago để sang học Vật lý học ở Đại học Chicago. Ở đây, ông học và nghiên cứu dưới sự hướng dẫn của Enrico Fermi, và đậu bằng tiến sĩ vật lý năm 1956. Năm 1960 ông gia nhập phân khoa Vật lý của Học viện Công nghệ Massachusetts.
Năm 1968 và 1969, ông làm các thí nghiệm với Henry W. Kendall và Richard E. Taylor ở Stanford Linear Accelerator Center đã đem lại bằng chứng thực nghiệm đầu tiên là các proton có một cấu trúc bên trong, sau này được biết là hạt quark. Công trình nghiên cứu này đã đem lại cho Friedman, Kendall và Taylor giải Nobel Vật lý năm 1990.
Ông là giáo sư học viện ở Học viện Công nghệ Massachusetts. Friedman cũng là thành viên trong Ban bảo trợ của tập san Bulletin of the Atomic Scientists.
Năm 2008, Friedman được trao bằng tiến sĩ danh dự của Đại học Belgrade (Belgrade, Serbia). Ông là giáo sư danh dự ở Phân khoa Vật lý Đại học Belgrade  và các viện nổi tiếng thế giới của Phân khoa này: "Viện Vật lý lý thuyết và thực nghiệm" , "Viện Vật lý Zemun"  và Viện hạt nhân Vinca.
Năm 2003, ông được diễn viên hài Sacha Baron Cohen phỏng vấn, dưới dạng nhân vật hư cấu Ali G.

## Giải thưởng
- 1989 Giải Panofsky
- 1990 Giải Nobel Vật lý (chung với Henry W. Kendall và Richard E. Taylor)

## Đời tư
Friedman kết hôn với Tania Letetsky-Baranovsky. Họ có bốn người con: Ellena, Joel, Martin và Sandra

## Xuất bản phẩm
- Friedman, J. I., Kendall, H. W., et al. "Experimental Search for a Heavy Electron", Massachusetts Institute of Technology, United States Department of Energy (through predecessor agency the Atomic Energy Commission, (September 1967).
- Friedman, J. I. "Deep Inelastic Electron Scattering: Experimental", Massachusetts Institute of Technology, United States Department of Energy (through predecessor agency the Atomic Energy Commission, (October 1971).